# 警察
警察（けいさつ、英, 仏: police、独: Polizei）とは、権力行使をもって国家の治安を維持する行政作用、およびその主体をいい、社会の安全や秩序を守る責任を課された行政機関である。軍隊と並ぶ国家の実力組織である。

## 語源
「警察」という名称は日本固有の語ではなく、フランス語のpolice（英: police、独: Polizei）を翻訳したものである。法律上初めて「警察」という呼び名が現れたのは、司法警察規則（明治7年太政官達第14号）及び行政警察規則（明治8年太政官達第29号）であるとされ、「危害を警戒し、これを未然に察する」という意味であった。「警察官」という語も、はじめはポリスと言っていたが、「巡邏査察」からとった邏卒、巡査という名称がつくられた。警察は、江戸時代に治安機関であった与力、同心、目明し、岡っ引などとは異なる新しい概念であった。
policeの語は、フランスから出たものであって、その語源は、ギリシャ語のΠολιτείαがラテン語化したpolitiaから出たものである。politiaは、本来、「憲法」という意味（または、憲法から転化した「政治」もしくは「行政」の意味）であったが、一転してPoliceの語となり、その原語とは全く異なる意義に用いられるに至った。その理由は、これとは全く別の語であるpolitesse（polirから来る語であり、「清浄整備な」という意味）の意義と混同されたためであるとされている。
「ポリス」という語がフランスで初めて用いられたのは、14世紀ころであったが、その語の意義は、それ以来、しばしば変遷している。当初は、「社会の秩序があって幸福である状態」を意味していたが、後にまもなく、「このような状態を目的とする国家の作用」を意味するに至った。18世紀ころになると、いわゆる「内務行政」と同義に用いられ、司法、軍事、財政及び外交のほか、国家の全ての作用は全て「ポリス」の観念に包含されることとなった。しかし、個人の自由を尊重し、国家の権力を制限しようとする自然法学説の発達とともに、警察権の観念についても、18世紀末から次第にこれを制限するようになり、従前よりも狭い意義に解そうとする傾向が生じた。この変遷は、フランスにおいてもドイツにおいてもほぼ同一であり、「警察」は、内務行政の全部を意味するものではなく、内務行政のうち、国家的権力をもって国民の自由を制限し、もって公共の秩序を維持する作用のみを意味するものと解されるに至った。

## 歴史
古代、治安維持の多くに責任を持っていたのは軍隊であった。ただし、古代ローマでは、ローマに軍事目的で使用されない警察「ウィギレス」が設置されていた。そのほかの諸都市は治安が悪かったといわれる。ノルマン・コンクエスト以降のイングランドでは、公共秩序を担う制度として、constable に指揮される tishing が存在したが、多くの場合は、地方の領主や貴族が自分の領地の秩序維持に責任を負うことで、警察活動を担う（しばしば無給の）constable を任命した。
近代になり、軍事、治安維持（警察）ともに専門性が高まってくると、軍が軍事、警察を共管することは効率的でないと判断されるようになり、軍事と治安維持を分離する傾向が見られ始めた。
警察は軍から分化した組織であるが、現代において警察と軍とが分化していない例は、国家憲兵制度などに見られている。
社会学的には暴力装置に該当し、他者に対する物理的な破壊力である暴力を国家が独占して国内を統制することで、万人の万人に対する闘争を回避する目的で置かれる。

## 警察権
警察権は社会や公共の秩序を維持するために国民に対し命令や強制を加える公権力のことである。国家における警察権とは一般にはドイツにおいて18世紀および19世紀前半にあらわれた権力形態を指し、非立憲的かつ前産業的な国家形態のうち、その行政部分を取り上げてとくに警察国家と呼ばれる。警察国家は法治国家の対語として用いられ、内容的に不確定な「警察権（ius politiae）」に基礎をおいた行政執行が、合目的性には従うものの格別法的な形式や法的原則に服していなかったことに特徴がある。国家を統治するための高権と人民との間には事実的な権力関係が存在し、司法や行政の名目上の区別にもかかわらず法学上の根拠をもたないため行政法や行政法学ではなく、法学上の分野としては成立しえない「警察学」により統治される。19世紀の中葉にはドイツ社会や政治理念、憲法構造の革命により警察は行政法に、警察学は行政法学にとって換わられた。警察権の行使については警察公共の原則、警察責任の原則、警察比例の原則、警察消極の原則の4原則があるとされる。
警察公共の原則
警察権は公共の秩序と安寧を維持するという消極目的のためのみに発動することができる。私生活不可侵、私住所不可侵、民事不介入を原則とする。
警察責任の原則
警察権は警察違反の状態にあるとき、警察責任を有する者に対してのみ発動することができる。
警察比例の原則
警察権の発動は、除去すべき障害に対比して社会通念上相当であるということができる範囲でのみ発動することができる。
警察消極の原則
警察権は、公共の秩序と安寧の維持、これらに対する障害の未然防止および既然の鎮圧といった消極的な目的のみ発動されるのであり、その限界を踰越した積極的作用は違法である。
美濃部達吉によれば、警察権は、「社会的ノ利益ヲ保持スルコトヲ其ノ目的トシ、臣民ニ命令シ、強制スルコトヲ其ノ手段ト為スモノ」と定義される。

## 機能
警察の機能には三つの基本的な部門に分類することが考えられる。第一に犯罪の予防や治安の維持などの行政警察活動（仏: police administrative、独: Verwaltungspolizei）を行う一般予防部門であり、第二に既に起こった犯罪の捜査や犯人逮捕などの司法警察活動（仏: police judiciaire、独: Justizpolizei）を行う犯罪捜査部門である。日本の警察活動ではこの両者が区別されている。第三に反政府活動や暴動・騒擾の調査や警戒、防諜などの公安警察活動を行う特別部門がある。
また警察の機能には通常の警察力で対処が困難な暴動や騒擾などを鎮圧することを目的とする治安警察活動を行うものもある（例：日本の機動隊）が、これは行政警察活動に含まれる。
行政警察と司法警察の区別は、フランスの1795年の罪刑法典に淵源を発するものであり、19世紀に入ってから、この区別が多くの学説によって採用され、その後、裁判所によっても用いられるようになったことから、一般に定着したとされている。日本においても、明治初年にフランス法由来の観念が持ち込まれて以来、警察法及び刑事訴訟法の領域において、この区別が強い影響を与えている。
しかしながら、フランスにおいても、講学上の用途を別にすれば、行政警察と司法警察とを区別する実際上の意義は、警察官の行為に違法があったと疑われる場合に、その救済を行政裁判所と通常裁判所のいずれに対して求めればよいかという裁判管轄上の基準となる点に、ほぼ限られてきたとされている。日本においても、行政裁判所が廃止された現在、そのような意味での区別の必要は、もはや存在しないと指摘されている。
なお、フランスの場合には、刑事手続の公判前の事件調査は予審判事が主宰するという建前が維持されており、警察は、予審判事の「共助の嘱託」（仏: commission rogatoire）を受けて必要な処分を行うか、予審が未だ開始していないときに、司法警察作用として検察官の指揮のもとに捜査を行うとされている。また、ドイツの場合には、捜査は検察官が主宰し、警察はその補助機関として一定の処分を行うことが原則とされている。そのため、警察が独自に行うことができる行政警察活動は、権限の根拠や検察官等のコントロールのもとに置かれるか否かという点で差があるため、両者を区別する意味があるとされる。これに対して、日本の場合には、警察が第一次的捜査機関とされており、個々の事件捜査について検察官の直接の指揮・命令下に置かれるという関係にはないことから（刑事訴訟法189条2項、192条）、行政警察と司法警察の区別の意味は薄れていると指摘されている。
行政警察と司法警察の区別を維持してきた大陸法系の諸国においても、両者の区別自体の存在意義を問い直す動きが出ている。フランスでは、警察の活動が実際には行政警察と司法警察の境なく一体的ないし連続的になされることが多いのにもかかわらず、裁判上あえて両者を峻別することによって、特に、行政警察作用であると認定された場合に、一般的には緩やかな基準が適用されるため、その活動によって被害を受けた者の権利保護を弱いものとする結果をもたらしてきたことが指摘されている。ドイツにおいても、犯罪捜査に類似ないし接合した個人情報の収集活動などについて、それが行政警察活動であるとすると、州レベルでの警察法規によってその権限を創設することができる上、犯罪捜査におけるような検察官のコントロールを受ける可能性がないことから、不適切であると認識されており、むしろ、刑事手続法のもとに取り込んで適切な法規制を図るべきであるとする意見も現れてきている。
ある警察活動が行政警察作用であるということは、それが当然に許されるということまで意味するものではない。対象者の権利・利益の侵害を伴うような活動である場合に、刑事訴訟法上の強制処分法定主義の適用はない（したがって、刑事訴訟法の改正という形による必要はない）としても、行政法上の侵害留保の原則（法律の留保）によって法律上の根拠が必要となることから、立法上、そのような活動を認めるか否かの選択が必要となることに違いはない。しかしながら、その選択をするにあたって、憲法上の制約がどの程度あるかという点や、その選択がなされた場合に盛り込まれる手続的保障の内容という点において、司法警察作用ないし犯罪捜査についてみられるほどの厳格な考え方が取られるかについては、疑わしいとされている。

### 犯罪の予防
一般に防犯と呼ばれる機能であり、直接的には制服警察官あるいはパトロールカーの姿を見せることにより、犯罪の発生を未然に防止するものである。さらには警察官による学校、自治体などに対する防犯指導を通じ、市民の防犯意識を高める機能も担っている。

### 犯罪の捜査
予防に失敗した場合、警察の中でも犯罪捜査部門の部署が対処することになる。主に構成員は私服の刑事警察官であり、犯罪捜査によって得られた証拠に基づいて犯人を特定し、妥当な場合にはこれを逮捕して出廷させることを業務とする。手続きの上では重大事件が発生した場合には刑事でない警察官が犯罪現場を確保して捜査資料を保全した後、刑事部門に通報することとなっている。

## 各国の警察
各国の警察については以下の項目を参照されたい。記述量・情報量の多い国は別ページに詳述を、そうでないものはこの節において全てを述べる。

### EU加盟国

#### ドイツ
ドイツの警察は連邦レベル、州レベル、地区レベルの3段階の警察機構が存在する。連邦レベルの警察としては、連邦警察 (BPOL) と連邦刑事局 (BKA) がある。連邦警察の下に対テロ部隊のGSG-9が存在している。連邦刑事局は州をまたがる犯罪の捜査や重要事件の捜査を指揮する。通常の警察業務に関しては、それぞれの州の地方警察の仕事である。犯罪捜査に関しては、それぞれの州に存在する刑事警察が行うが、州によりこの刑事警察が地方警察の一部門である場合と、全く異なる場合が存在する。地区や大都市レベルの警察は過去に存在したが、地方警察との再編が行われ、現在では、一部の都市に非武装の治安維持組織が存在する。

#### フランス
フランスでは主に2つの法執行機関が警察の業務を担当している。国家警察はパリや人口1万人以上の都市部で警察活動を行い、国家憲兵隊は地方や小さな町などを担当する。その他の国々、とくに旧フランス植民地諸国ではフランスと類似した警察制度を採用している。

#### イタリア
イタリアにおける法執行機関・警察機構は、所属の異なる複数の機関が、場合によっては重複する分野を管轄するなど複雑である。

#### スペイン
いくつかの組織が法執行機関の役割を担っている。ひとつはes:Cuerpo Nacional de Policía（スペイン国家警察）であり、内務省管轄の文民警察であり、主に大都市部を担当。そして自治州には「自治州警察」が設置されている（カタルーニャ州のモスズ・ダスクアドラなどに設置されている）。
他に、憲兵組織グアルディア・シビルがある。こちらはスペイン国防省も関わり普段は内務省が管轄する組織であり、国家の非常事態などに出動する組織である。

#### アイルランド
アイルランドの警察はアイルランド語での正式名称を Garda Síochána na hÉireann（アイルランド治安防衛団、直訳すると"市民の守護者"）と言い、1922年に設立された。本部はダブリン市内フェニックス・パーク、警察学校はティペラリー県にある。特殊部隊を除く11,450人（2000年）の警察官は拳銃など武器を所持していない。警察長官から順に警察長官補佐、次官補、警視長、警視、警部、巡査部長、巡査 (Garda)。国を6つの地方に分け、それぞれが各地域司令組織 (Regional Command Structure) の管轄下に置かれている。1989年アイルランドの警官は初の国連平和維持活動としてナミビアへ派遣され、その後アンゴラ、カンボジア、モザンビーク、東ティモールなどで活動を展開している。

### EU非加盟国

#### イギリス
EUからすでに離脱してしまったイギリスの警察についてはイギリスの警察が参照可。

#### スイス
スイスの警察については、スイスの法執行機関を参照のこと。
スイスの警察に関して、基本的には、スイスには26のカントン（州、地方行政区画）があり、それぞれのカントンにカントン警察がありその役割を担っている。国境の警備はen:Federal administration of Switzerland（スイス連邦政府）の管轄下にある。

### トルコ
地理的にも文化的にもヨーロッパとアジアの接点とされ、西洋と東洋の文化が交錯する国とされるトルコの警察。
基本的には国家警察（Polis）というものがあり、内務省に警察総局が置かれており、各県の支局を通じて751の郡警察局、834の警察署、22の国境ゲート警察局などを管轄している。都市部には自治体が運営するzabıtaザビタ（市警察）が置かれている（英語版の記事ならen:Municipal police (Turkey)が参照可）。
陸上ではジャンダルマ（Jandarma）があり、こちらは国家憲兵であり準軍事組織であり、平時には内務省の管轄だが戦時にはトルコ陸軍の指揮下に入り、海上には海上警察の役割を果たすトルコ沿岸警備隊（Sahil Güvenlik）があり、平時には内務省の管轄だが、戦争発生時にはトルコ海軍の指揮下に入る。

### アジア

#### イラン
イランの法執行機関についてはイランの法執行機関も参照のこと。
ペルシャ語で正式名称では「 نیروی انتظامی جمهوری اسلامی ایران 　nīrū-ye entezâmī-ye jomhūrī-ye eslâmī-ye īrân」と呼ばれ、短縮形ではペルシャ語で ناجا、アルファベット表記するとNAJA (ナジャ）と呼ばれる組織は、イランの統合的な警察組織である。1992年に3つの組織が統合されて誕生した。3つの組織というのは、ひとつは都市部の警察シャルバーニー（ペルシャ語: شهربانی, ローマ字表記: Šahrbānī）、もうひとつは憲兵組織のジャンダルムリー (ペルシャ語: ژاندارمری ローマ字表記:Žândârmerī) 、3つ目が「イスラム評議会」という名の内務省管轄の組織である。統合された結果、NAJAは約60,000人で構成される状態になっており、すべてイランの最高指導者のアリー・ハーメネイーの指揮下にある。

#### サウジアラビア
サウジアラビアには通常の警察に加えて、秘密警察の「アラビア語: المباحث العامة,  al-Mabāḥiṯ al-ʿĀmmah」（ローマ字表記：Mabahith）、また宗教警察の「アラビア語: هيئة الأمر بالمعروف والنهي عن المنكر hayʾa al-ʾamr bil-maʿrūf wan-nahī ʿan al-munkar」（ローマ字表記：Mutawa）（名称の意味としては「徳の推進と不徳の防止のための評議会」）がある。宗教警察のほうはイスラームの戒律を人々が守っているかどうかを監視する役割を担うものであるが、ここ数年その権限はかなり縮小されてきている。

#### ロシア
ロシアの警察についてはロシアの警察を参照のこと。

#### 中華人民共和国
中華人民共和国の警察は民事事件に介入することができ、小規模な民事の争いを仲裁・解決する機能を持っている。警察官による仲裁によって当事者が合意した場合、当事者は合意内容を遵守しなければならない。

##### 香港
中国内の香港の警察は香港特別行政区政府保安局の管轄下の香港警務処が香港警察を統括している。

##### マカオ
マカオの警察は澳門特別行政區政府保安司の管轄下の部門。

#### 北朝鮮
北朝鮮の警察については、北朝鮮の法執行組織を参照のこと。

#### 中華民国（台湾）
中華民国内政部（つまり内務省相当の組織）に警察の中枢機関として「警政署」が置かれている。そして、各直轄市・省轄市・県に「警察局」が置かれ、警政署が指揮監督している。 各市・県の警察局は、市・県政府の一部局ではあるが、警察局長などは中央の警政署によって任命される。

#### 日本
日本の警察は、警察法や刑事訴訟法、警察官職務執行法で定められたところにより、個人の生命、身体及び財産の保護と、犯罪の予防、鎮圧及び捜査、被疑者の逮捕、交通の取締りやその他公共の安全と秩序の維持のための活動である。

### 北アメリカ

#### アメリカ合衆国
アメリカが連邦制であることに加え、自治体の権限が強いことからアメリカの警察組織は細分化され、連邦・州・郡・市町村（日本と異なり、市も郡に含まれている州がある）の各政府が、財政状態さえ許せば独自の組織を対象とする管轄（多くは行政区画）ごとに設置できる。なお、「州」は日本の都道府県と異なり、個々に憲法が制定され最高裁判所まで設置されているなど一国にほぼ相当する。
警察以外にも警察活動を行う法執行機関が非常に多く、総員1名のタウンマーシャルのようなものから約3万8千名の警察官を擁するニューヨーク市警察まで、法執行機関の数は2万前後あるとも言われる。都市部では法執行官自身でさえ自身の管轄内に関知しない法執行機関があるほど複雑である。
全米に約74万人いる法執行官のうち、12%前後が女性である。終身雇用が基本の日本の警察官と異なり、実力主義の慣習は法執行機関でも例外でなく、キャリア制度は存在せず、本部長級を含め、より良い条件を求めて他組織へ転籍する法執行官もいる。

### 南アメリカ

#### ブラジル
ブラジルの警察は、それぞれの責任・権限に基づき連邦、州などが組織・運営している。
連邦政府は、連邦警察（Polícia Federal）、連邦高速道路警察（Polícia Rodoviária Federal）、連邦鉄道警察（Polícia Ferroviária Federal）、国家公安部隊（Força Nacional de Segurança Pública）などの機関を擁することで、麻薬、密入国等取締り及びテロ対策などを担当している。州政府が責任を有する警察業務は、パトロールなどを軍警察（Polícia Militar）が行い、犯罪捜査などは Polícia Civil(文民警察もしくは市民警察)が行う。Guarda Municipal(市警、市郡警備隊)は、市の施設保護などを担当する。
軍警察は、平時は州知事の指揮下にあり、軍における各憲兵隊（陸: Polícia do Exército、海: Polícia da Marinha、空: Polícia da Aeronaútica）と別の組織である。

#### アルゼンチン
アルゼンチンの警察に関してはアルゼンチンの法執行機関を参照のこと。
アルゼンチン連邦警察（PFA）というアルゼンチン全土の文民警察組織がある。だが日常の警察業務は基本的に各州の警察組織が行っている。首都のブエノスアイレスは「連邦地区」と位置付けられており、そこの警察業務に関しては、PFAに加えて、Policía de la Ciudad de Buenos Aires（ブエノスアイレス市警察）、および水上の警察に相当するPrefectura Naval Argentina（PNA）が連携して行う。

#### チリ
チリ警察は、カラビネーロス・デ・チレ (Carabineros de Chile) と呼ばれている。いわゆる警察軍であり、形式上は国防省指揮下の第4の軍とされているが、平時は事実上内務省の指揮下にある。また、カラビネーロスの他に捜査警察 (Policía de Investigaciones de Chile)、あるいは略称からピッチ (PICH) と呼ばれる文民警察も存在する。

## 比喩、俗語
- デカ ‐ 明治時代の私服警察が四角い袖を身に着けていたことから、カクソデと呼ばれれ、その後は犯罪者間で通じるように逆からデソクカと呼ぶようになり、それを短縮してデカとなった[26]。
- マッポ ‐ 明治時代の警察は薩摩出身者が多かったことから「さつまっぽう」と呼ばれ、それが短縮されマッポとなった[26]。
- コップ、Copper ‐ ラテン語の capere から来たもので俗語ではない[27]。銅製のボタンなどをつけていたからというのは俗説[28]。
- supergrass（スーパーグラス）（英語版） ‐ 英語圏で、1930年代から捕まった犯罪者の情報を売った密告者をグラス（草）と呼んでいたが、大量逮捕された際のグラスをマスメディアがスーパーグラスと呼んだことから定着した。なお、警察のコッパーと草を食べるバッタ（グラスホッパー）との韻を踏んだ俗語（英語版）という説もあるが、慣用句で裏切者を意味する「草の中の蛇（snake in the grass）」から来ているという説が有力[29]。
- 税金 - 税金で飯を食べている=給料が税金だから、という理由で日本の鉄道界隈で誕生した俗語[要出典]

### 警察とは直接は無関係の比喩
比喩的な俗語として、直前に分野などの名称を付した「○○警察」という表現がある。「○○」に任意の言葉を当てはめて用いる。2010年代に広まった用法とされ、numanの記事（2017年）やねとらぼの記事（2018年）では、フィクションの作品における表現に対して、実際のものと異なる点を細かく指摘して批判する者を、取り締まりを行う警察にたとえたネットスラングとされている。2020年のizaの記事や三省堂国語辞典の編集委員飯間浩明の語釈では、おおむね同様の説明となっているが対象はフィクションに限定されておらず、飯間は用例として「マナー警察」をあげている。なお英語においてもgrammar policeやfashion policeのように、取り締まりを行う警察にたとえた表現が見られる。日本でカタカナ語として定着しているトーン・ポリシングも、「話し方警察」などと訳されることがある。
三省堂のウェブサイトでは、言語学者田中克彦の著書『ことばと国家』（1981年）に見える「言語警察制度」をあげて「ルール違反を許さないことを『警察』と呼ぶ例」は以前から存在したとし、「ここ10年ほどで使用例が増えたものの、最近までマイナーな印象」であったが、新型コロナウイルスの流行時に生じた「自粛警察」や「マスク警察」などによって、俗語が一般にまで広まったとしている。 
2012年6月26日、Kotaku JAPANに作家N・K・ジェミシンによるコラムの訳文が掲載された。そこではファンタジーにおける魔法の法則や整合性に固執し、他者の作品を非難する人々が「ファンタジー警察」（原文ではFantasy Police）と呼ばれ論難されている。
2013年、創作の場を『東方Project』から『艦隊これくしょん -艦これ-』に移した同人作家を特定し、糾弾しようとする一派が「東方警察」であるとされた（ただし「ネタ説が濃厚」でそのような実態はなかったともされる）。ねとらぼではこれが「○○警察」の起源であり、のちに現在の用法へ変化したと説明している。なお当時の東京ブレイキングニュースの記事では、Twitterで噂されるグループとして言及され、同人作家への脅迫もあったとされていた。
2015年には、同年に放送された『艦隊これくしょん』のテレビアニメ作中の表現に対し、現実の弓道とは異なると経験者がSNS上で指摘し「弓道警察」として話題になった。numanの記事では「ファンを激昂させた」とされており、izaの記事においても「反発を招いた」としている。またizaではこの一件が「○○警察」の発端であるとしている。この年には既に三省堂が毎年発表する「今年の新語」で新語の候補として挙げられているが、2017年時点でも飯間浩明（同企画の選考委員で、三省堂国語辞典編集委員） は「『〇〇警察』（例、日本語警察）などを複数の人たちが挙げていました（略）まだ使用者・場面の範囲が狭い感じがします」とTwitterで発信していた。
2020年には、新型コロナウイルスの流行に関連して「自粛警察」と呼ばれる迷惑行為が多発し、ワイドショーなどでも取り上げられた。同年11月30日に発表された「三省堂 辞書を編む人が選ぶ『今年の新語2020』」では「○○警察」が2位にランクインした。選考結果サイトでは飯間浩明による語釈が掲載されている。毎日新聞校閲センターの谷井美月は「自粛警察」という言葉が生まれる以前の「○○警察」の用例について、着物や日本語といった特定分野における「警察」の指摘が正しいか正しくないかを議論をする場合などに限られていたと考えられる、としている。
「○○警察」という表現は中国語圏にも見られる。「的」「地」「得」は中国語で同じ発音（拼音: de）だが、それらを混同している人にわざわざ間違いを指摘する人・行為は「的地得警察」と呼ばれる。他にタイプミスされやすい、同音の文字の間違いを指摘する「在再警察（「在」「再」はいずれも同じ発音〈拼音: zài〉）」、「做作警察（「做」「作」はいずれも同じ発音〈拼音: zuò〉。なお、そもそも「作」は同音の「做」の字を当てて書かれることも少なくない）」、また「标点符号警察」（標点符号警察、句読点警察）といった表現も同様の背景から見られる。